# مارسيلو غلايزر
مارسيلو غلايزر (مواليد 19 مارس 1959) عالم فيزياء وفلك برازيلي. وهو حاليًا أستاذ الفيزياء وعلم الفلك في كلية دارتموث.